# Харківський провулок (Київ)
Ха́рківський прову́лок — провулок у Дарницькому районі міста Києва, місцевість Червоний хутір. Пролягає від Харківського шосе до тупика.
Прилучається вулиця Ташкентська.

## Історія
Провулок виник у середині XX століття під назвою 350-та Нова вулиця. Сучасна назва — з 1953 року.